# Édouard Soudey
Édouard Soudey, né le 14 février 1863 à Paris et mort le 27 août 1893 dans sa ville natale, est un syndicaliste et militant socialiste puis boulangiste français.

## Biographie

### Enfance et premiers emplois (1863-1885)
Édouard-Gustave-Jean Soudey est le fils de Gustave-Amable Soudey et d'Anna-Félicité Coulon, marchands pâtissiers au no 8 de l'avenue des Ternes. Édouard devient orphelin très jeune : sa mère meurt trois mois après sa naissance et son père est tué le 17 avril 1871 par un obus versaillais tiré depuis le mont Valérien. Maltraité par sa marâtre, qui l'avait fait exclure du testament paternel, il est recueilli par un oncle ou un grand-oncle en Eure-et-Loir. Entré à l'âge de onze ans au petit séminaire de Nogent-le-Rotrou, il ne supporte pas la discipline très stricte de cet établissement et, ayant perdu la foi, renonce à la prêtrise en 1877. Placé comme commis-libraire à Chartres, il est bientôt renvoyé et tente de gagner sa vie comme « pion » dans une petite pension de Neuville-aux-Bois puis comme employé d'un peintre à Cloyes.
En 1879, il arrive à Paris, où il travaille quelque temps comme garçon de courses chez Frascati avant de devenir ouvrier pâtissier. Après avoir brièvement travaillé à Metz et avoir été réformé du service militaire, il est employé vers 1883 par un pâtissier de Remiremont. Il y épouse une couturière, Marie-Adèle André, dont il reconnaît le fils, le 24 mars 1884. Accompagné de sa nouvelle famille, Soudey retourne vers 1885 dans la capitale et s'installe près de la place d'Italie, au no 3 de la rue Véronèse.

### Engagement socialiste et activités syndicales (1886-1888)
Membre d'un groupe socialiste du 13e arrondissement et représentant syndical de sa profession, il devient le secrétaire général de la Ligue pour la suppression des bureaux de placement en mai 1886. Cette organisation confédérale, qui revendique bientôt 50 000 adhérents, réclame l'interdiction des placeurs, ces intermédiaires qui avaient tendance à profiter abusivement des ouvriers en recherche d'emploi. Soudey mène cette campagne à la tribune des réunions publiques et dans les colonnes d'un hebdomadaire blanquiste, Le Journal du Peuple.
Initialement modéré, Soudey commence à se radicaliser en 1887, déçu par l'inaction des hommes politiques de gauche sollicités par son mouvement. Ainsi, le 28 mars, il manifeste dans la rue aux côtés de Louise Michel,. La devanture, le bureau et les registres d'un placeur ayant été endommagés par les manifestants, Soudey est arrêté puis traduit en cour d'assises le 22 juillet sous l'inculpation de « pillage ». Acquitté de ce chef d'accusation, il est cependant condamné à payer 90 francs afin d'indemniser le placeur. Une semaine plus tard, il est sévèrement blessé au Cirque d'Hiver lors d'une violente bagarre ayant éclaté à l'occasion d'une réunion publique présidée par Édouard Lockroy. C'est à cette époque que Soudey gagne une réputation d'« anarchiste », qualification qu'il rejettera explicitement deux ans plus tard, : il appartenait en effet davantage à un socialisme révolutionnaire de tendance blanquiste.
Alors qu'il avait cosigné un appel au calme de sa ligue à la mi-novembre, Soudey prend part aux manifestations d'extrême-gauche entourant l'élection présidentielle du 3 décembre 1887. Quinze jours plus tard, il est condamné par défaut à deux jours de prison pour outrage à agents.
L'été suivant, dans un contexte de grèves attisé par la crise boulangiste, Soudey poursuit la lutte contre les bureaux de placement et n'hésite pas à prôner l'action violente et la grève générale. Ayant appelé à manifester à l'occasion des funérailles du leader blanquiste Émile Eudes, il est arrêté le 8 août tandis qu'une perquisition est effectuée à son domicile, au no 19 de la rue de la Collégiale. Incarcéré pendant plusieurs jours à Mazas, il bénéficie cependant d'un non-lieu à la fin du mois. Quelques semaines plus tard, il est engagé dans les cuisines des « Frites révolutionnaires » de l'ex-communard Maxime Lisbonne, boulevard de Clichy.
En novembre, il est arrêté une nouvelle fois car on le suspecte d'être mêlé au dynamitage de deux bureaux de placement (no 13 rue Française et no 4 rue Boucher). Faute de preuve, il est libéré une semaine plus tard.

### Engagement boulangiste (1889)
Quelques jours avant l'élection législative partielle du 27 janvier 1889 dans la Seine, Soudey appelle à voter pour le général Boulanger, voyant dans cette candidature un moyen de « balayer » le pouvoir en place. Reçu par Boulanger, qui lui promet d’œuvrer contre les bureaux de placement, il fait campagne pour lui, ce qui lui vaut d'être violemment agressé par des possibilistes (socialistes anti-boulangistes) au retour d'un meeting à Saint-Denis.
La même année, il collabore au journal L'Action, dirigé par le député boulangiste Henri Michelin. Il en démissionne toutefois le 4 avril, en réaction aux vives critiques de Michelin à l'encontre de Boulanger, ce dernier ayant choisi de fuir les poursuites engagées par le gouvernement. Soudey lui-même est recherché par la police au cours des jours suivants. Arrêté le 22 avril, il est relâché dès le lendemain puis, à défaut de charges suffisantes, il est mis hors de cause par la Haute Cour conformément à l'avis du procureur général Quesnay de Beaurepaire. Ce dernier ne se prive cependant pas de citer Soudey et Michel Morphy dans son acte d'accusation, en présentant les deux hommes comme des « lieutenants [...] anarchistes » (donc compromettants) du général.
En août, Soudey écope à nouveau de deux jours de prison pour outrage à agent après avoir protesté contre l'arrestation d'un camelot boulangiste. Il est également frappé d'une amende de 50 francs en octobre, en raison de coups donnés à des anti-boulangistes toulousains en marge d'une réunion électorale de Paul Susini.

### Après le boulangisme
Devenu correspondant du journal belge Le Suffrage universel, Soudey doit à nouveau démentir sa réputation d'anarchiste en 1892. Il réfute également les accusations de ses détracteurs qui le présentent comme un « mouchard ». À cette fin, il fait afficher une réponse incendiaire aux insinuations du marquis de Morès, avec lequel il s'est brouillé.
Le 27 août 1893, à l'issue d'une violente scène de jalousie à l'encontre de sa maîtresse, Marie Saillard, Soudey se jette à la Seine près du pont Marie et se noie. Une fois son corps retrouvé, il est enterré dans la fosse commune du cimetière de Bagneux.
Cette mort tragique fait les gros titres des journaux. Séverine, qui avait naguère aidé Soudey à échapper à la police, publie une nécrologie compassionnelle dans L'Écho de Paris.